# Castildelgado
Castildelgado település Spanyolországban, Burgos tartományban. Castildelgado Redecilla del Camino, Bascuñana, Viloria de Rioja, Redecilla del Campo és Ibrillos községekkel határos. Lakosainak száma 35 fő (2024).

## Népesség
A település népessége az utóbbi években az alábbiak szerint változott:
| Lakosok száma | 85   | 70   | 67   | 59   | 54   | 43   | 40   | 36   | 33   | 35   |
|               | 2001 | 2004 | 2006 | 2009 | 2011 | 2014 | 2016 | 2019 | 2021 | 2024 |